# 6 de julho na Universíada de Verão de 2009
O dia 6 de julho de 2009 foi o sétimo dia de competições da Universíada de Verão de 2009. Foram disputadas dez modalidades e doze finais. Foi o último dia de competições de taekwondo.

## Modalidades
| - Basquetebol - Esgrima - Futebol - Natação | - Polo aquático - Saltos ornamentais - Taekwondo | - Tênis - Tênis de mesa - Voleibol |

## Campeões do dia
Esses foram os "campeões" (medalhistas de ouro) do dia:
| Medalhas de Ouro   | Medalhas de Ouro             | Medalhas de Ouro | Medalhas de Ouro                                                       | Medalhas de Ouro | Medalhas de Ouro |
| Modalidades        | Evento                       | País             | Atleta(s)                                                              | Recorde          | Ref.             |
| ------------------ | ---------------------------- | ---------------- | ---------------------------------------------------------------------- | ---------------- | ---------------- |
| Esgrima            | Florete por equipe masculina | Suíça            | Max Heinzer Fabian Kauter Valentin Marmillod Benjamin Steffen          | —                | [ 2 ]            |
| Esgrima            | Espada por equipe feminina   | Itália           | Benedetta Durando Valentina Cipriani Martina Batini Claudia Pigliapoco | —                | [ 3 ]            |
| Natação            | 50m nado borboleta masculino | Eslovênia        | Jernej Godec                                                           | —                |                  |
| Natação            | 100m nado costas masculino   | Japão            | Ryosuke Irie                                                           | UR               | [ 4 ]            |
| Natação            | 100m nado peito masculino    | Ucrânia          | Igor Borysik                                                           | UR               | [ 4 ]            |
| Natação            | 50m nado borboleta feminino  | Bielorrússia     | Svetlana Khokhlova                                                     | UR               | [ 4 ]            |
| Natação            | 200m nado costas feminino    | Reino Unido      | Stephanie Proud                                                        | UR               | [ 4 ]            |
| Saltos ornamentais | 10m individual feminino      | México           | Paola Milagros Espinosa                                                | —                |                  |
| Taekwondo          | Masculino até 62 kg          | Países Baixos    | Rafik Zohri                                                            | —                |                  |
| Taekwondo          | Masculino até 84 kg          | Irão             | Mehran Askari                                                          | —                |                  |
| Taekwondo          | Feminino até 55 kg           | Taipé Chinesa    | Tseng Yi-Hsuan                                                         | —                |                  |
| Taekwondo          | Feminino até 72 kg           | França           | Gwladys Epangue                                                        | —                |                  |

## Líderes do quadro de medalhas ao final do dia
| Ordem | País               | Medalha de ouro | Medalha de prata | Medalha de bronze |    |
| ----- | ------------------ | --------------- | ---------------- | ----------------- | -- |
| 1     | KOR Coreia do Sul  | 11              | 4                | 6                 | 21 |
| 2     | CHN China          | 8               | 14               | 9                 | 31 |
| 3     | JPN Japão          | 4               | 2                | 6                 | 12 |
| 4     | USA Estados Unidos | 3               | 3                | 4                 | 10 |
| 5     | IRI Irã            | 3               | 1                | 1                 | 5  |